# بياقوت
بياقوت هي إحدى القرى اللبنانية من قرى قضاء المتن في محافظة جبل لبنان.